# قصر الزهراوي
قصر الزهراوي هو قصر وفناء حمصي قديم. القصر مقر متحف التقاليد الشعبية في حمص.